# Condoleezza Rice
Pour les articles homonymes, voir Rice.
Condoleezza Rice /ˌkɑndəˈlizə ɹaɪs/, née le 14 novembre 1954 à Birmingham (Alabama), est une femme politique américaine. Elle est conseillère à la Sécurité nationale entre 2001 et 2005 sous le premier mandat du président George W. Bush, puis secrétaire d'État des États-Unis entre janvier 2005 et janvier 2009 dans sa seconde administration. Elle est la seconde femme à occuper ce poste (après Madeleine Albright dans l'administration Clinton) et la seconde personnalité politique afro-américaine (après son prédécesseur Colin Powell).
Spécialiste de la Russie soviétique, elle est en outre une pianiste accomplie.

## Biographie

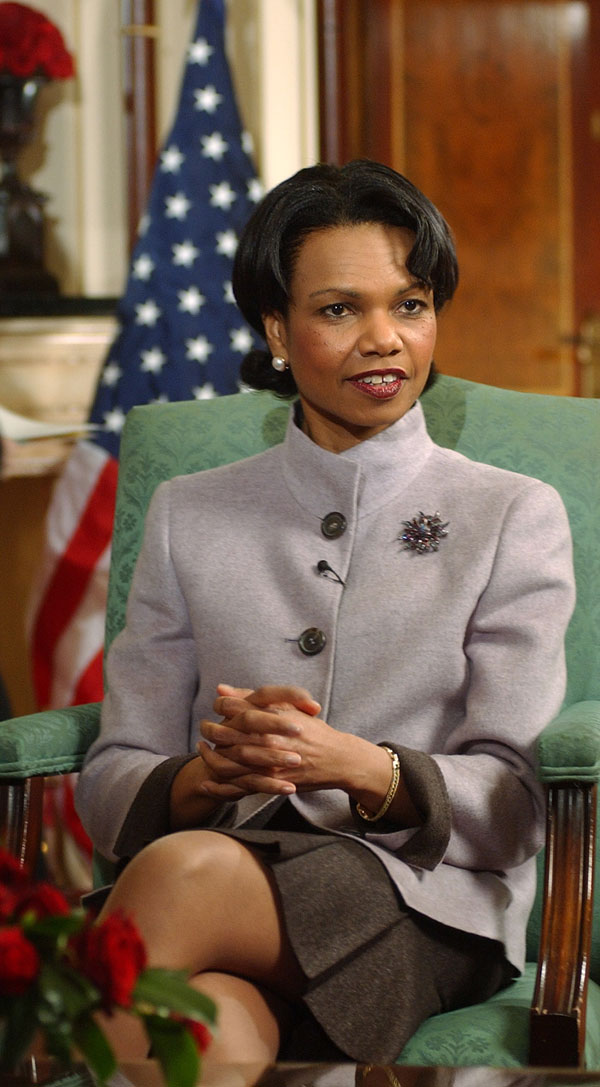
Condoleezza Rice à Londres, le 1er mars 2005.

### Jeunesse et formation
Condoleezza Rice est née le 14 novembre 1954 à Birmingham (Alabama) ; elle est la fille de John Wesley Rice Jr, conseiller d'orientation pédagogique et pasteur de l'église presbytérienne, et d'Angelena Ray Rice, professeure de science, à la Fairfield Industrial High School, et professeure de musique et organiste.
Le prénom que lui ont donné ses parents est formé à partir d'une expression italienne « con dolcezza », « avec douceur », utilisée dans les partitions de musique,,.
Elle est confrontée à la ségrégation raciale qui existait à l'époque dans cet État du Sud des États-Unis. Elle a huit ans quand sa camarade d'école, Denise McNair, âgée de 11 ans, est tuée dans l'attentat à la bombe contre l'église baptiste de la 16e rue, une église afro-américaine proche de chez elle, à Birmingham en Alabama, attentat perpétré par des membres du Ku Klux Klan le 15 septembre 1963.
En 1967, sa famille déménage pour Denver, dans le Colorado. Elle poursuit sa scolarité à la St. Mary's Academy, école secondaire privée catholique pour jeunes filles. Après avoir étudié le piano à l'Aspen Music Festival and School, elle entre à l'université de Denver, à l'âge de 15 ans, où son père travaille comme assistant du doyen, et assure un cours sur « l'expérience noire en Amérique ». Elle y étudie la science politique. À 19 ans, elle obtient le Bachelor of Arts (Licence) en sciences politique avec la mention cum laude. Un de ses professeurs en affaires internationales était Josef Korbel, père de la future secrétaire d'État Madeleine Albright. Cette expérience suscite son intérêt pour l'Union soviétique et les relations internationales, et elle considère depuis Korbel comme l'une « des figures principales et centrales dans sa vie. » En 1975, elle obtint un Master of Arts en science politique à l'université Notre-Dame.
Elle travaille d'abord au département d'État en 1977, sous l'administration Carter, comme stagiaire au Bureau des Affaires d'Éducation et de Culture. En 1981, à 26 ans, elle soutient avec succès sa thèse de doctorat (Ph.D) en science politique à la Graduate School of International Studies renommée en 2008 l'école des études internationales Josef Korbel de l'université de Denver. Sa thèse, comme certaines de ses premières publications, portait sur la politique civile et militaire en Tchécoslovaquie.
Elle est recrutée en 1981 par l'université Stanford de Californie comme professeur assistant en science politique, puis elle devient professeur associé en 1987, poste qu'elle occupe jusqu'en 1993. Elle est alors une spécialiste de l'Union soviétique et donne des conférences sur le sujet dans un programme commun Berkeley-Stanford dirigé par le professeur George Breslauer au milieu des années 1980.

### Premières idées politiques
Condoleezza Rice était démocrate jusqu'en 1982 quand elle passe du côté du camp républicain du fait d'une aversion croissante pour la politique étrangère de l'ancien président Jimmy Carter. Elle cite également l'influence de son père, John Wesley, dans cette décision qui lui-même était passé des Démocrates aux Républicains après s'être vu refuser l'inscription sur les registres de vote du Parti démocrate local. Lors de son intervention à la Convention républicaine de 2000, elle déclara : « Mon père rejoignit notre parti car les Démocrates de Jim Crow en Alabama refusèrent de l'enregistrer pour qu'il puisse voter, les Républicains le firent ». Néanmoins, malgré son changement de parti, elle est une des conseillères en politique étrangère du candidat démocrate à la présidence Gary Hart lors de l'élection présidentielle de 1984.

### Carrière politique
Lors d'une réunion en 1985 d'experts en contrôle de l'armement, son intervention est remarquée par Brent Scowcroft, ancien conseiller à la sécurité nationale sous la présidence de Gerald Ford.
En 1986, alors qu'elle fait partie du Conseil des relations étrangères, un think tank (« laboratoire d'idées ») américain, elle sert comme conseillère spéciale au directeur du Joint Chiefs of Staff, le Comité des chefs d’état-majors interarmées. Avec l'élection de George H. W. Bush, Scowcroft retourne à la Maison-Blanche comme conseiller à la sécurité nationale en 1989, et demande à Condoleezza Rice de devenir sa spécialiste du bloc de l'Est au Conseil de sécurité nationale. Elle devient alors l'une de ses protégés.
De 1989 à mars 1991 (la période de la chute du mur de Berlin et de la désintégration de l'URSS), elle travaille dans l'administration du président George H. W. Bush au poste de directrice puis directrice senior pour les affaires soviétiques et est-européennes au Conseil national de sécurité et comme conseillère spéciale aux Affaires de sécurité nationale. À ce poste, elle aide à développer les politiques de Bush et du secrétaire d'État James Baker en faveur de la réunification allemande. Elle impressionne Bush, qui la présente un jour à Mikhaïl Gorbatchev comme celle qui « m'a appris tout ce que je connais sur l'Union soviétique » .
En 1991, elle retourne à Stanford en tant que professeur, tout en étant consultante pour divers clients publics et privés sur l'ancien bloc soviétique. À fin 1991, le gouverneur de Californie Pete Wilson la nomme dans un comité bi-partisan créé pour redessiner la carte électorale de l'État.
Condoleezza Rice fait aussi partie de plusieurs conseils d'administration, dont celui du pétrolier Chevron,.
En 1997, elle siège au Comité fédéral chargé de conseiller pour l'intégration et la formation des femmes au sein des Armées.
Durant la campagne présidentielle de George W. Bush en 2000, elle prend une année de congé de l'université Stanford pour lui servir de conseillère en politique étrangère. Elle déclare, au cours d'un discours remarqué à la Convention républicaine, que « les forces armées américaines ne sont pas une force de police mondiale, elles ne sont pas le 911 mondial ».
Dès l'entrée en fonction de George W. Bush en janvier 2001, elle devient sa conseillère à la sécurité nationale, fonction qu'elle va occuper jusqu'en 2005. Elle y gagne au début le surnom de Warrior princess, du fait de son fort caractère accompagné de manières délicates.
En avril 2009, le Sénat des États-Unis révèle que Condoleezza Rice a autorisé l'utilisation de méthodes de tortures « musclées » envers des personnes soupçonnées de terrorisme.

### Secrétaire d'État
Le 16 novembre 2004, elle est nommée par le président, quelques jours après la réélection de celui-ci, au poste de secrétaire d'État, après la démission de Colin Powell.
Confirmée en janvier 2005 par le Sénat des États-Unis par 85 voix contre 13, elle est la première femme afro-américaine à occuper ce poste.
En février 2005, l'un de ses premiers gestes de secrétaire d'État est d'aller en Europe pour tenter d'aplanir les divergences et différends euro-américains, et préparer la venue de George W. Bush. Son seul discours fut prononcé le 8 février, à l'Institut d'études politiques de Paris.
En avril 2005, s'appuyant sur les exemples de la Géorgie et de l'Ukraine, elle appelle, à Vilnius, en Lituanie, au « changement » politique en Biélorussie - pays qui, selon ses dires, serait la « dernière vraie dictature au centre de l'Europe »,,. Elle rencontre des groupes biélorusses favorables à la démocratie et au renversement du gouvernement du président Aliaksandr Loukachenko,.
En juin 2005, conformément au discours inaugural de Bush de janvier 2005 sur l'expansion de la démocratie, Condoleezza Rice tance l'Égypte, pourtant l'un des plus précieux alliés arabes des États-Unis au Proche-Orient, lors d'un discours à l'université américaine du Caire,. Elle critique à cette occasion, et de façon très sévère, le gouvernement du président Hosni Moubarak, dont l'introduction du multi-partisme à l'élection présidentielle était jugée insuffisante : demandant des élections « libres, équitables et transparentes », « l'État de droit à la place des décrets d'urgence », « un système judiciaire indépendant, et non une justice arbitraire », ainsi que « la protection des militants pacifiques de la démocratie ».
À cette occasion, elle reconnaît que « pendant soixante ans, les États-Unis ont recherché la stabilité aux dépens de la démocratie au Proche-Orient et n'ont accompli ni l'un ni l'autre ».
En juillet 2005, elle annonce la création du programme d'aide « Fonds pour la diversification de l'économie africaine » (cf. « Politique des États-Unis »).

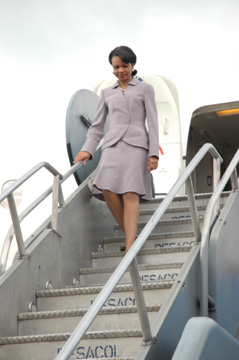
Condoleezza Rice arrive à Bogota en Colombie, le 27 avril 2005.

En décembre 2005, dans le cadre de ses tournées dans les pays alliés, elle doit justifier auprès du Conseil de l'Europe et de l'opinion publique européenne l'existence de prisons secrètes de la CIA,, en Europe ainsi que l'utilisation d'aéroports européens pour des transferts de prisonniers (« combattants ennemis » selon la terminologie américaine). Sans confirmer l'existence de prisons secrètes en Europe de l'Est, elle expliqua que les États-Unis utiliseraient « toutes les armes légales pour battre les terroristes », justifiant le transfert de suspects de terrorisme dans d'autres pays pour être « interrogés, détenus ou jugés » et appelant les gouvernements européens à faire preuve de responsabilité. Selon elle, ces « renditions » auraient sauvé des vies, y compris en Europe.
À l'été 2006, du fait de l'embrasement du Proche-Orient avec les affrontements entre Tsahal et le Hezbollah au Liban, Condoleezza Rice joue un rôle central : elle nuance la position américaine vis-à-vis d'Israël en demandant ouvertement un cessez-le-feu, et obtient un courte trêve de 48 heures de la part du Premier ministre israélien, Ehud Olmert, après le bombardement de Cana par l'aviation israélienne.
En juillet 2006, un rapport de la commission d'aide à la libération de Cuba, coprésidée par Condoleezza Rice, appelait à tout mettre en œuvre « pour que la stratégie de succession du régime de Castro ne soit pas couronnée de succès ».
De 2006 à 2008, elle a activement participé aux négociations de création d'un État palestinien proposée par Ehoud Olmert, entre le Premier ministre israélien et Mahmoud Abbas, le président de l’Autorité palestinienne. Elle a effectué de nombreux voyages dans la région pour encourager les discussions bilatérales et faire avancer le processus de paix, notamment dans le cadre de la conférence d’Annapolis en 2007. Ce sommet visait à relancer les négociations pour une solution à deux États. Bien que cette proposition fut refusée par Mahmoud Abbas, elle a joué un rôle de médiatrice et de facilitatrice diplomatique clé pendant cette période.
Elle est classée en 2004 et 2005 comme la femme la plus puissante du monde par le magazine Forbes (détrônée en 2006 par Angela Merkel).

### L'après secrétariat d'État
À la suite de l'élection de Barack Obama début 2009, Condoleezza Rice décide de se consacrer à l'enseignement. Elle est actuellement professeur de sciences politiques à l'université Stanford et membre du groupe de réflexion républicain Hoover Institution.
En août 2012, avec Darla Moore (en), elle fait partie des deux premières femmes acceptées au très fermé Augusta National Golf Club, d'Augusta en Géorgie,.
Le 9 avril 2014, la société Dropbox annonce que Condoleezza Rice rejoint son conseil d'administration. Cette décision suscite la polémique, en raison de ses positions sur la guerre en Irak et des écoutes téléphoniques qu'elle aurait mises en place lorsqu'elle était membre de l'administration de George W. Bush.
À l'automne 2014 et 2015, elle est membre du comité de sélection des équipes prenant part aux « playoffs » universitaires de football américain NCAA Division I FBS, devant aboutir à la détermination d'une équipe championne universellement reconnue.
Le 27 janvier 2015, lors de l'enterrement du roi d'Arabie saoudite Abdallah ben Abdelaziz Al Saoud, Condoleezza Rice n'a voilé ni son visage ni sa tête tout comme Michelle Obama, Hillary Clinton et Angela Merkel alors que les femmes saoudiennes, sont obligées de sortir voilées, voire sortent le plus souvent recouvertes d’un niqab,.
Condoleezza Rice est un membre des conseils de C3 Energy Management, de Makena Capital, du Commonwealth Club of California (en), du George W. Bush Institute, du Boys and Girls Clubs of America, et de l'Institut Aspen,.
Le 19 mai 2022, elle ne se représente pas à sa réélection en tant qu'administratrice de la société Dropbox, et quitte donc l'entreprise.

### Musique

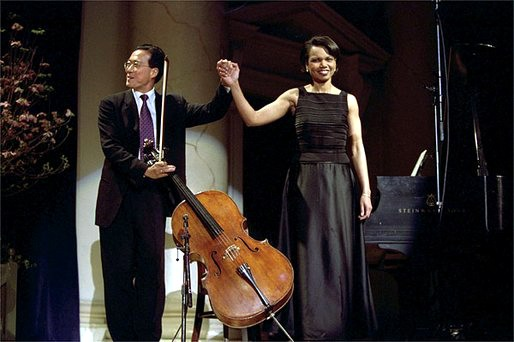
En avril 2002, Condoleezza Rice saluant le public avec Yo-Yo Ma, après avoir interprété un Adagio de Brahms.

Issue d'une famille de musiciens, Condoleezza Rice a appris le piano dès son plus jeune âge et est une pianiste accomplie qui s'est parfois produite en public. À 15 ans, elle interpréta Mozart avec l'orchestre symphonique de Denver, et lorsqu'elle était secrétaire d'État, elle se produisait régulièrement avec un orchestre de chambre amateur local. Elle ne joue pas professionnellement, mais a joué lors d'événements diplomatiques dans différentes ambassades, notamment un concert pour la reine Élisabeth II ainsi qu'en public avec le violoncelliste Yo-Yo Ma et la chanteuse de rhythm 'n' blues Aretha Franklin. En 2005, elle accompagne Charity Sunshine Tillemann-Dick (en) soprano colorature de 21 ans, greffée des deux poumons, pour un concert de charité en faveur de l'Association contre l'hypertension pulmonaire au John F. Kennedy Center for the Performing Arts de Washington,. Elle a fait savoir que ses compositions préférées sont des pièces de Johannes Brahms, Beethoven, Moussorgski, Mozart.
En 2006 et 2010, des articles du New York Times et de The Independent révèlent qu'en plus de la musique classique, Condoleezza Rice apprécie des groupes et des musiciens comme Eric Clapton, Elton John, Aretha Franklin, The Temptations ou Led Zeppelin,.

## Dans la fiction
Dans la série 30 Rock, elle joue une version fictionnelle d'elle-même dans plusieurs épisodes, comme amante puis ex du personnage joué par Alec Baldwin.
Dans le film W. : L'Improbable Président (2008) d'Oliver Stone, son rôle est joué par Thandie Newton.
Dans la série NCIS (saison 3, épisode 23), afin d'être au chevet de Jethro Gibbs, la directrice du NCIS Jenny Shepard appelle Condoleeza Rice qui ordonne à l'infirmière chef de la laisser passer.
Dans la série The Looming Tower son rôle est joué par l'actrice Eisa Davis.
Dans le film sur Dick Cheney, Vice (Adam McKay, 2018), elle est incarnée par Lisa Gay Hamilton.
Dans la série Chappelle's Show de Dave Chappelle, elle est mentionnée dans l'épisode la sélection ethnique.
Dans la série The Wire de David Simon, elle est mentionnée dans l’épisode 3 de la saison 3.

## Annexe